# Juaco Vizuete

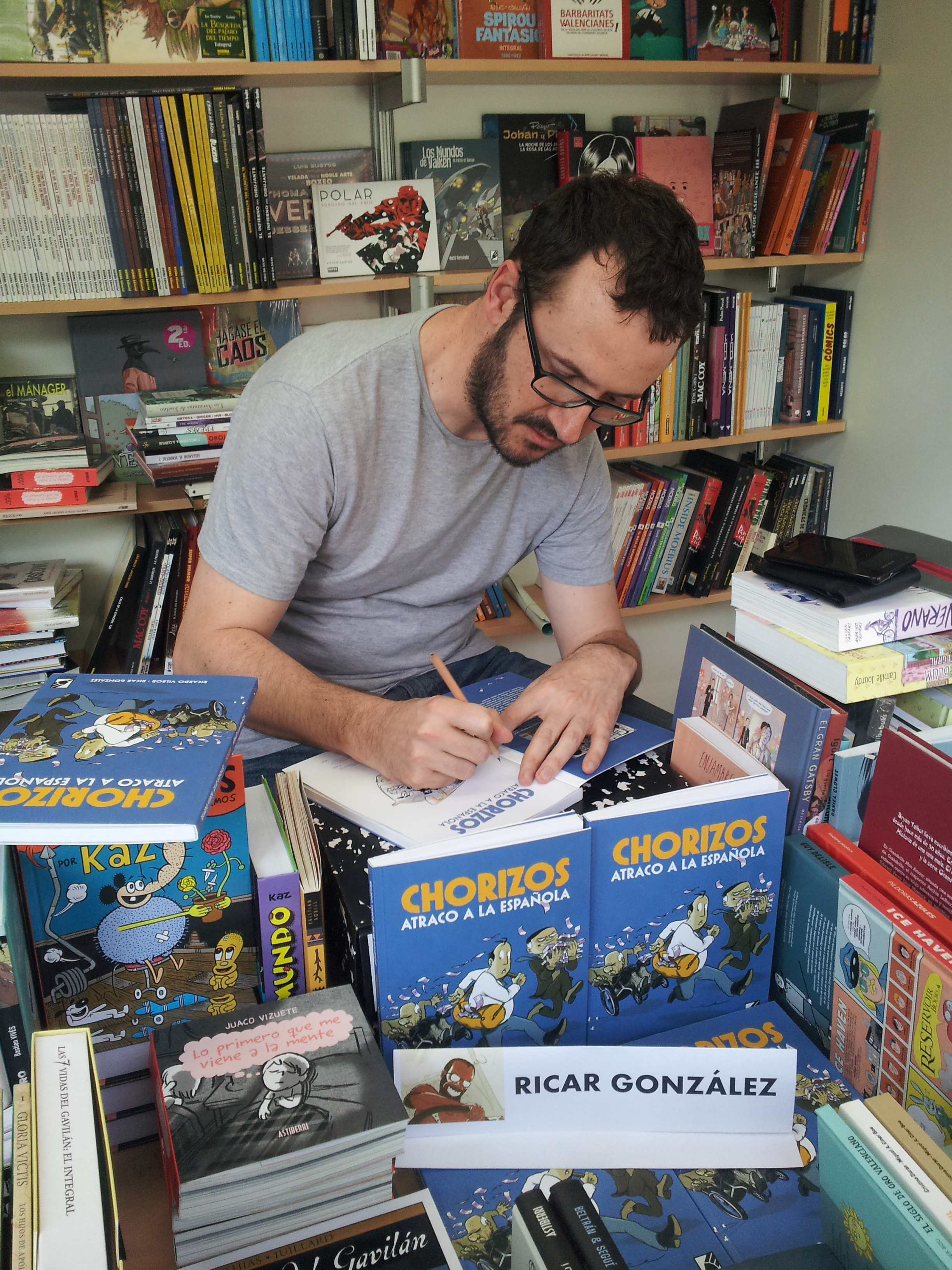
Ricar González dedica un ejemplar de Chorizos. Atraco a la española en la ed. del 2015 de la Feria del Libro de Valencia; se ve también una pila de ejemplares de la obra de Vizuete Lo primero que me viene a la mente.

Juaco Vizuete, cuyo nombre completo es Joaquin Vizuete Albadalejo, (Alicante, 1972) es un historietista español.

## Biografía
Licenciado en Bellas Artes, todavía estaba estudiando cuando empezó a publicar sus primeras historietas a través de fanzines de escasa difusión. Obtuvo en 1993 el primer concurso de cómics de la revista El Víbora, cuya editorial difundió sus siguientes obras. Destaca, entre estas, El Resentido (1996-1998), una parodia de las comedias adolescentes americanas que le valió una nominación al Mejor Autor Revelación del Salón Internacional del Cómic de Barcelona de 1998.
Trabajó luego como ilustrador en "Mondosonoro" o "Rockdelux" y como animador en la productora Black Maria, sin dejar por ello de producir cómics como Julito, el cantante cojito (2007) con guion de Hernán Migoya, y El experimento (2010), una novela gráfica que se adentra en el cómic de superhéroes.

## Obra
| Años      | Título                                                    | Guionista       | Publicación                        | Editorial           |
| --------- | --------------------------------------------------------- | --------------- | ---------------------------------- | ------------------- |
| 1996-1998 | El resentido                                              | Juaco Vizuete   | Colección Brut Comix               | La Cúpula           |
| 2007      | Julito el cantante cojito                                 | Hernán Migoya   |                                    | Ediciones De Ponent |
| 2010      | El experimento                                            | Juaco Vizuete   | Colección Novela Gráfica           | Glénat España       |
| 2012      | La venganza del padre de Don Mendo. ¡El otro Paracuellos! | Hernán Migoya   | Colección "Nuevas Hazañas Bélicas" | Glénat España       |
| 2014      | Lo primero que me viene a la mente                        | Juaco Vizuete   | Colección Sillón Orejero           | Astiberri           |
| 2015      | Yuna                                                      | Santiago García |                                    | Astiberri           |